# Klotok (Balongpanggang)
Klotok is een bestuurslaag in het regentschap Gresik van de provincie Oost-Java, Indonesië. Klotok telt 1516 inwoners (volkstelling 2010).